# ديفيد رامبو بيكر
ديفيد رامبو بيكر هو لاعب كرة قدم برازيلي في مركز حراسة المرمى، ولد في 16 يونيو 1995 في Itapiranga, Santa Catarina ‏ في البرازيل. لعب مع نادي كريسيوما.